# Louise Colet
Louise Colet, seudónimo de Louise Révoil (Aix-en-Provence, 15 de agosto de 1810-París, 8 de marzo de 1876), fue una poetisa francesa.

## Obra
- Fleurs du midi (1836)
- Penserosa (1839)
- La jeunesse de Goethe (1839)
- Les coeurs brisés (1843)
- Les funérailles de Napoléon (1840)
- La jeunesse de Mirabeau (1841)
- Lui (1859)
- Naples sous Garibaldi, souvenirs de la guerre d'indépendance (1861)
- L'Italie des italiens (1859-64)
- Enfances célèbres (1865)

## Literatura
- Francine du Plessix Gray. Rage and Fire: Life of Louise Colet - Pioneer Feminist, Literary Star, Flaubert's Muse, Simon & Schuster 1994, ISBN 978-0671742386

## Textos en línea (en francés)
- L'Institutrice (1840)
- Qui est-elle ? (1842)
- Diane, fragment d'un roman inédit (ca 1850)
- Enfances célèbres (1865)